# Andrea Sironi

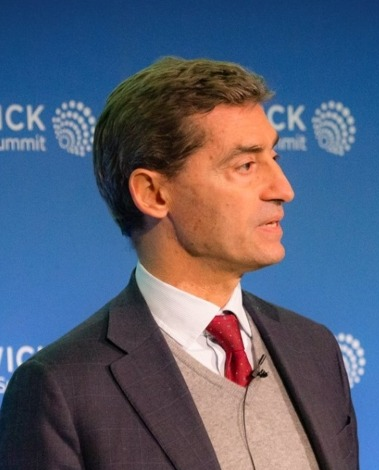
Andrea Sironi (2019)

Andrea Sironi (* 13. Mai 1964 in Mailand) ist ein italienischer Wissenschaftler. Er ist Professor für Bank- und Finanzwesen an der Università Commerciale Luigi Bocconi, deren Rektor er von 2012 bis 2016 war und deren Präsident er seit 2022 ist. Er ist außerdem Vorstandsvorsitzender der Assicurazioni Generali und der Fondazione AIRC per la Ricerca sul Cancro.

## Ausbildung
Andrea Sironi wurde am 13. Mai 1964 in Mailand, Italien, geboren. Er schloss sein Studium der Wirtschaftswissenschaften an der Università Commerciale Luigi Bocconi in Mailand ab. Nach seinem Abschluss zog er nach London, wo er als Finanzanalyst bei der The Chase Manhattan Bank, heute JP Morgan Chase, arbeitete.

## Karriere
1990 kehrte er nach Italien zurück und begann eine Lehrtätigkeit an der Università Commerciale Luigi Bocconi, wo er derzeit ordentlicher Professor für Bankwesen und Finanzen ist. Im Jahr 1993 war er für ein Semester Gastwissenschaftler am Department of Finance der Stern School of Business der New York University.
Im Jahr 2000 war er Gastwissenschaftler an der Federal Reserve in Washington, D.C.; im selben Jahr wurde er Direktor der Claudio-Dematté-Forschungsabteilung der SDA Bocconi, eine Funktion, die er bis 2006 innehatte. Im Jahr 2004 war er für ein Jahr Dekan der Graduiertenschule.
Von 2005 bis November 2008 bekleidete Sironi das Amt des Dekans für Internationalisierung an der Università Commerciale Luigi Bocconi, wo er von 2012 bis 2016 auch als Rektor tätig war; er wurde von Gianmario Verona abgelöst. In dieser Zeit ermutigte er die Lehrkräfte, Forschungsarbeiten auf Englisch statt auf Italienisch zu veröffentlichen, und er förderte die soziale Mobilität, indem er unterprivilegierten Studenten die Studiengebühren erließ. Sironi war außerdem von 2014 bis 2016 Vorsitzender der Global Alliance in Management Education.
Im Jahr 2017 wurde er zum Mitglied der Expertengruppe ernannt, die den Wert der Kapitalanteile der Banca d’Italia bewertete. 2018 war er Gastprofessor an der Wirtschaftsfakultät der Sciences Po in Paris. Als Akademiker forscht Sironi zu den Themen Finanzrisikomanagement, Regulierung und internationale Aufsicht von Finanzinstituten. Seit dem 1. November 2022 ist er Präsident der Università Commerciale Luigi Bocconi.

## Weitere Tätigkeiten
Andrea Sironi war Mitglied des Verwaltungsrats von Intesa San Paolo (2020–2022), UniCredit (2018–2019), Cassa Depositi e Prestiti (2016–2018), Banco Popolare (2008–2013), SAES Getters (2006–2015) und anderen nationalen und internationalen Finanzinstituten.
Von 2013 bis 2016 war er Mitglied des strategischen Ausschusses des Fondo Strategico Italiano. Am 29. Oktober 2015 wurde er zum Vorsitzenden der italienischen Börse (Borsa Italiana) ernannt, eine Funktion, die er von 2016 bis 2022 ausgeübt hat.
Am 1. Oktober 2016 trat er in den Verwaltungsrat der London Stock Exchange Group ein und trat am 20. November 2020 zurück, nachdem die Borsa Italia S.p.a. von der London Stock Exchange Group verkauft worden war. Seit 2015 ist er Mitglied des Internationalen Beirats der Stockholm School of Economics.
Von 2017 bis 2022 war er Mitglied des Verwaltungsrats der EASL International Liver Foundation in Genf. Außerdem war er Mitglied des Beirats der Nova School of Business and Economics in Lissabon.
Seit Mai 2021 ist er Chairman der Fondazione AIRC per la Ricerca sul Cancro. Er ist Mitglied des Verwaltungsrats von ISPI (seit 2016) und des Beirats von Cometa. Seit dem 2. Mai 2022 ist Andrea Sironi Chairman der Assicurazioni Generali.
Seit April 2023 ist er Mitglied des Board of Directors der Agnelli-Stiftung.

## Persönliches
Sironi ist leidenschaftlicher Segler (er überquerte zweimal den Atlantik) und Schwimmer (2018 gewann er zwei Bronzemedaillen bei den World Transplant Games). Er ist verheiratet und hat drei Kinder.

## Veröffentlichungen

### Papers
- Reforming the Italian Financial System: Recent Evolution and Future Prospects. In: Occasional Paper. New York University Salomon Center, 1994 (englisch).
- Andrea Sironi: An Analysis of European Banks Snd Issues and its Implications for the Design of a Mandatory Subordinated Debt Policy. In: Social Science Research Network. ID 249285, 1. März 2001, doi:10.2139/ssrn.249285 (englisch, ssrn.com).
- Andrea Sironi: Strengthening banks' market discipline and leveling the playing field: Are the two compatible? In: Journal of Banking & Finance. 26. Jahrgang, Nr. 5, 1. Mai 2002, S. 1065–1091, doi:10.1016/S0378-4266(02)00212-1 (englisch, sciencedirect.com).
- Andrea Sironi, Cristiano Zazzara: The Basel Committee proposals for a new capital accord: implications for Italian banks. In: Review of Financial Economics. 12. Jahrgang, Nr. 1, 1. Januar 2003, S. 99–126, doi:10.1016/S1058-3300(03)00009-0 (englisch, wiley.com).
- Andrea Sironi: Testing for Market Discipline in the European Banking Industry: Evidence from Subordinated Debt Issues. In: Social Science Research Network. ID 249284, 11. Januar 2001, doi:10.2139/ssrn.249284 (englisch, ssrn.com).
- Andrea Sironi: Testing for Market Discipline in the European Banking Industry: Evidence from Subordinated Debt Issues. In: Social Science Research Network. ID 249284, 11. Januar 2001, doi:10.2139/ssrn.249284 (englisch, ssrn.com).
- Andrea Sironi, Cristiano Zazzara: Applying credit risk models to deposit insurance pricing: Empirical evidence from the Italian banking system. In: Journal of International Banking Regulations. 6. Jahrgang, Nr. 1, 1. Oktober 2004, S. 10–32, doi:10.1057/palgrave.jbr.2340179 (englisch).
- Edward Altman, Andrea Resti, Andrea Sironi: Default Recovery Rates in Credit Risk Modelling: A Review of the Literature and Empirical Evidence. In: Economic Notes. 33. Jahrgang, Nr. 2, 1. Juli 2004, S. 183–208, doi:10.1111/j.0391-5026.2004.00129.x (englisch).
- Giampaolo Gabbi, Andrea Sironi: Which factors affect corporate bonds pricing? Empirical evidence from eurobonds primary market spreads. In: The European Journal of Finance. 11. Jahrgang, Nr. 1, 1. Februar 2005, S. 59–74, doi:10.1080/1351847032000143422 (englisch).
- Edward Altman, Andrea Resti, Andrea Sironi: Default and Recovery Rates in Credit Risk Modelling: A Review of the Literature and Empirical Evidence. In: Journal of Finance Literature. 2005 (englisch).
- Edward Altman, Brooks Brady, Andrea Resti, Andrea Sironi: The Link between Default and Recovery Rates: Theory, Empirical Evidence, and Implications. In: The Journal of Business. 78. Jahrgang, Nr. 6, 2005, S. 2203–2228, doi:10.1086/497044, JSTOR:10.1086/497044 (englisch).
- Andrea Resti, Andrea Sironi: The risk-weights in the New Basel Capital Accord: Lessons from bond spreads based on a simple structural model. In: Journal of Financial Intermediation. 16. Jahrgang, Nr. 1, 1. Januar 2007, S. 64–90, doi:10.1016/j.jfi.2006.04.002 (englisch).
- Giuliano Iannotta, Giacomo Nocera, Andrea Sironi: Ownership structure, risk and performance in the European banking industry. In: Journal of Banking & Finance. 31. Jahrgang, Nr. 7, 1. Juli 2007, S. 2127–2149, doi:10.1016/j.jbankfin.2006.07.013 (englisch).
- Andrea Resti, Andrea Sironi: What's Different about Loans? An Analysis of the Risk Structure of Credit Spreads. In: Social Science Research Network. ID 1265085, 7. Januar 2007, doi:10.2139/ssrn.1265085 (englisch).
- Giuliano Iannotta, Giacomo Nocera, Andrea Sironi: The impact of government ownership on bank risk. In: Journal of Financial Intermediation. 22. Jahrgang, Nr. 2, 1. April 2013, S. 152–176, doi:10.1016/j.jfi.2012.11.002 (englisch).
- Andrea Sironi: The Evolution of Banking Regulation Since the Financial Crisis: A Critical Assessment. In: Social Science Research Network. ID 3304672, 1. November 2018, doi:10.2139/ssrn.3304672 (englisch).

### Bücher
- mit Vincenzo Capizzi, Antonio Salvi, The cost of capital and international competitiveness of italian companies, EGEA, 2003
- mit Edward Altman, Andrea Resti, Recovery Risk: the next challenge in credit risk management, Risk Books, London, 2005
- mit Andrea Resti, Risk management and shareholders' value in banking: from risk measurement models to capital allocation policies, Wiley and Sons, London, 2007, ISBN 978-0-470-02978-7